# بلو پویه (راشکا)
بلو پویه (به صربی: Belo Polje) یک منطقهٔ مسکونی در صربستان است که در Raška واقع شده‌است. بلو پویه ۴۸ نفر جمعیت دارد.